# Regions Morgan Keegan Championships and the Cellular South Cup 2008
Il Regions Morgan Keegan Championships and the Cellular South Cup 2008 è stato un torneo giocato sul cemento del Racquet Club of Memphis a Memphis nel Tennessee. 
È stata la 107ª edizione del Regions Morgan Keegan Championships la 23ª del Cellular South Cup,
facente parte dell'ATP International Series Gold nell'ambito dell'ATP Tour 2008, 
e del Tier III nell'ambito del WTA Tour 2008.

## Campioni

### Singolare maschile
Steve Darcis ha battuto in finale  Robin Söderling con il punteggio di 6–3, 7–6(5)

### Singolare femminile
Lindsay Davenport ha battuto in finale  Ol'ga Govorcova con il punteggio di 6–2, 6–1

### Doppio maschile
Mahesh Bhupathi /  Mark Knowles hanno battuto in finale  Sanchai Ratiwatana /  Sonchat Ratiwatana con il punteggio di 7–6(5), 6–2

### Doppio femminile
Lindsay Davenport /  Lisa Raymond hanno battuto in finale  Angela Haynes /  Mashona Washington con il punteggio di 6–3, 6–1